# Eretmotus lucasii
Eretmotus lucasii är en skalbaggsart som beskrevs av Lacordaire 1854. Eretmotus lucasii ingår i släktet Eretmotus och familjen stumpbaggar. Inga underarter finns listade i Catalogue of Life.